# Kärrsköldpaddsört
Kärrsköldpaddsört (Chelone cuthbertii) är en grobladsväxtart som beskrevs av John Kunkel Small. Chelone cuthbertii ingår i släktet sköldpaddsörter, och familjen grobladsväxter. Inga underarter finns listade i Catalogue of Life.